# Y-akták – A lélek határai
Az Y-akták – A lélek határai (eredeti cím: PSI Factor: Chronicles of the Paranormal) egy kanadai televíziós sci-fi sorozat. A sorozat összesen 4 évadot élt meg 88 epizóddal 1996 és 2000 között. Magyarországon a Spektrum mutatta be 1997. október 8-án, majd 1998. július 25-én a TV2 is műsorra tűzte.
A sorozat egy létező, ám a készítők által alaposan megváltoztatott különleges nyomozóiroda munkáiba nyújt betekintést. Az iroda munkatársait olyan események kivizsgálására kérik fel, melyekre nincs elfogadható tudományos magyarázat. Tudományos módszerekkel próbálják kideríteni, mi történhetett, gyakran az ügyet megoldás nélkül kénytelenek lezárni.

## Szereplők
| Színész             | Szerep             | Magyar hang                                     |
| ------------------- | ------------------ | ----------------------------------------------- |
| Paul Miller         | Connor Doyle       | Rubold Ödön                                     |
| Barclay Hope        | Peter Axon         | Csankó Zoltán Szabó Sipos Barnabás Bognár Zsolt |
| Matt Frewer         | Matt Prager        | Kálid Artúr Forgács Gábor                       |
| Nancy Anne Sakovich | Lindsay Donner     | Radó Denise Mics Ildikó                         |
| Maurice Dean Wint   | Dr. Curtis Rollins | Hankó Attila                                    |
| Colin Fox           | Anton Hendricks    | Makay Sándor Tolnai Miklós                      |
| Soo Garay           | Dr. Claire Davison | Ősi Ildikó                                      |
| Joanne Vannicola    | Mia Stone          | Zsigmond Tamara                                 |
| Peter MacNeill      | Ray Donahue        |                                                 |
| Dan Aykroyd         | Narrátor           | Orosz István                                    |

## Epizódok

### 1. évad (1996-97)
| #   | #   | Eredeti cím            | Magyar cím              | Írta             | Rendezte       | Eredeti premier      |
| --- | --- | ---------------------- | ----------------------- | ---------------- | -------------- | -------------------- |
| 1.  | 1.  | Dream House            | Álmaink háza            | Will Dixon       | Allan Kroeker  | 1996. szeptember 28. |
| 1.  | 1.  | UFO Encounter          | Találkozás két ufóval   | James Nadler     | Allan Kroeker  | 1996. szeptember 28. |
| 2.  | 2.  | Possession             | Megszállottság          | James Nadler     | John Bell      | 1996. október 5.     |
| 2.  | 2.  | Man Out of Time        | Aki átlépte saját korát | Larry Raskin     | Allan Kroeker  | 1996. október 5.     |
| 3.  | 3.  | Reptilian Revenge      | Hüllőhadjárat           | Will Dixon       | Giles Walker   | 1996. október 12.    |
| 3.  | 3.  | Ghostly Voices         |                         | Richard Oleksiak | Allan Kroeker  | 1996. október 12.    |
| 4.  | 4.  | Creeping Darkness      | Hátborzongató sötétség  | David Preston    | John Bell      | 1996. október 19.    |
| 4.  | 4.  | Power                  | Az erő                  | Gerald Wexler    | Allan Kroeker  | 1996. október 19.    |
| 5.  | 5.  | Free Fall              | Szabadesés              | Larry Raskin     | Milan Cheylov  | 1996. október 26.    |
| 5.  | 5.  | Presence               |                         | Ian Weir         | John Bell      | 1996. október 26.    |
| 6.  | 6.  | The Infestation        | Invázió                 | Damian Kindler   | Giles Walker   | 1996. november 2.    |
| 6.  | 6.  | Human Apportation      | Humán apportáció        | Denise Fordham   | John Bell      | 1996. november 2.    |
| 7.  | 7.  | The Underneath         | A szörnyeteg            | Robert C. Cooper | Milan Cheylov  | 1996. november 9.    |
| 7.  | 7.  | Phantom Limb           |                         | Sherman Snukal   | Allan Kroeker  | 1996. november 9.    |
| 8.  | 8.  | The Transient          | A démon                 | Damian Kindler   | Giles Walker   | 1996. november 16.   |
| 8.  | 8.  | Two Lost Old Men       |                         | Ian Weir         | Giles Walker   | 1996. november 16.   |
| 9.  | 9.  | UFO Duplication        | Klónozások              | Robert C. Cooper | Marc Voizard   | 1996. november 23.   |
| 9.  | 9.  | Clara's Friend         |                         | Will Dixon       | Marc Voizard   | 1996. november 23.   |
| 10. | 10. | The Hunter             |                         | Damian Kindler   | John Bell      | 1996. november 30.   |
| 10. | 10. | The Healer             |                         | Larry Raskin     | John Bell      | 1996. november 30.   |
| 11. | 11. | The Curse              |                         | Will Dixon       | Marc Voizard   | 1997. január 18.     |
| 11. | 11. | Angel on a Plane       |                         | Ian Weir         | Ken Girotti    | 1997. január 18.     |
| 12. | 12. | Anasazi Cave           |                         | Sherman Snukal   | Marc Voizard   | 1997. január 25.     |
| 12. | 12. | Devil's Triangle       |                         | Damian Kindler   | Ken Girotti    | 1997. január 25.     |
| 13. | 13. | The Undead             |                         | Will Dixon       | Clay Boris     | 1997. február 1.     |
| 13. | 13. | The Stalker            |                         | Alex Pugsley     | Clay Boris     | 1997. február 1.     |
| 14. | 14. | The Forbidden North    |                         | Damian Kindler   | Ken Girotti    | 1997. február 8.     |
| 14. | 14. | Reincarnation          |                         | Peter Aykroyd    | Ken Girotti    | 1997. február 8.     |
| 15. | 15. | The Greenhouse Effect  |                         | Damian Kindler   | Clay Boris     | 1997. február 15.    |
| 15. | 15. | The Buzz               |                         | Sherman Snukal   | Clay Boris     | 1997. február 15.    |
| 16. | 16. | The Light              |                         | Will Dixon       | Milan Cheylov  | 1997. február 22.    |
| 17. | 17. | The 13th Floor         | A 13. emelet            | Jean Hurtubise   | Clay Boris     | 1997. április 12.    |
| 17. | 17. | The Believer           | A hívő                  | Damian Kindler   | Craig Pryce    | 1997. április 12.    |
| 18. | 18. | The Fog                |                         | Robert C. Cooper | Clay Boris     | 1997. április 19.    |
| 18. | 18. | House on Garden Street |                         | Chris Dickie     | Clay Boris     | 1997. április 19.    |
| 19. | 19. | Second Sight           |                         | Sherman Snukal   | Milan Cheylov  | 1997. április 26.    |
| 19. | 19. | Chocolate Soldier      |                         | Will Dixon       | Milan Cheylov  | 1997. április 26.    |
| 20. | 20. | Fire Within            |                         | Richard Oleksiak | Aaron Schuster | 1997. május 3.       |
| 20. | 20. | Fate                   |                         | Damian Kindler   | Aaron Schuster | 1997. május 3.       |
| 21. | 21. | Death at Sunset        |                         | Jeremy Hole      | Ross Clyde     | 1997. május 10.      |
| 21. | 21. | Collision              |                         | Sherman Snukal   | Ross Clyde     | 1997. május 10.      |
| 22. | 22. | Perestroika            |                         | Will Dixon       | Giles Walker   | 1997. május 17.      |

### 2. évad (1997-98)
| #   | #   | Eredeti cím              | Magyar cím | Írta              | Rendezte         | Eredeti premier      |
| --- | --- | ------------------------ | ---------- | ----------------- | ---------------- | -------------------- |
| 23. | 1.  | Threads                  |            | James Nadler      | Milan Cheylov    | 1997. szeptember 29. |
| 24. | 2.  | The Donor                |            | Rick Drew         | Milan Cheylov    | 1997. október 6.     |
| 25. | 3.  | Wish I May               |            | Will Dixon        | John Bell        | 1997. október 13.    |
| 26. | 4.  | Communion                |            | Peter Mohan       | John Bell        | 1997. október 20.    |
| 27. | 5.  | Frozen in Time           |            | Tracey Forbes     | Giles Walker     | 1997. október 27.    |
| 28. | 6.  | Devolution               |            | John Dolin        | Clay Boris       | 1997. november 3.    |
| 29. | 7.  | The Warrior              |            | Rick Drew         | Clay Boris       | 1997. november 10.   |
| 30. | 8.  | The Grey Men             |            | James Nadler      | Giles Walker     | 1997. november 17.   |
| 31. | 9.  | Man of War               |            | Deborah Nathan    | Stephen Williams | 1997. november 24.   |
| 32. | 10. | The Damned               |            | Toni Di Franco    | Clay Boris       | 1997. december 1.    |
| 33. | 11. | Hell Week                |            | Alex Pugsley      | Craig Pryce      | 1998. január 26.     |
| 34. | 12. | The Edge                 |            | Tracey Forbes     | Craig Pryce      | 1998. február 2.     |
| 35. | 13. | Bad Dreams               |            | Will Dixon        | Stephen Williams | 1998. február 9.     |
| 36. | 14. | Kiss of the Tiger        |            | Damian Kindler    | Carl Goldstein   | 1998. február 17.    |
| 37. | 15. | The Haunting             |            | Rick Drew         | John Bell        | 1998. február 23.    |
| 38. | 16. | Night of the Setting Sun |            | James Nadler      | E. Jane Thompson | 1998. március 2.     |
| 39. | 17. | The Labyrinth            |            | Christiane Schull | Ron Oliver       | 1998. április 13.    |
| 40. | 18. | Pentimento               |            | Sarah Dodd        | Vincenzo Natali  | 1998. április 20.    |
| 41. | 19. | Frozen Faith             |            | Matt Frewer       | Ron Oliver       | 1998. április 27.    |
| 42. | 20. | Map to the Stars         |            | Will Dixon        | John Bell        | 1998. május 4.       |
| 43. | 21. | The Endangered           |            | Will Dixon        | Rick Drew        | 1998. május 11.      |
| 44. | 22. | The Egress (Part 1)      |            | James Nadler      | John Bell        | 1998. május 18.      |

### 3. évad (1998-99)
| #   | #   | Eredeti cím                 | Magyar cím | Írta                          | Rendezte         | Eredeti premier      |
| --- | --- | --------------------------- | ---------- | ----------------------------- | ---------------- | -------------------- |
| 45. | 1.  | Jaunt (Part 2)              |            | James Nadler                  | John Bell        | 1998. szeptember 27. |
| 46. | 2.  | Comings and Goings (Part 3) |            | Tracey Forbes                 | John Bell        | 1998. október 4.     |
| 47. | 3.  | Heartland                   |            | John Dolin                    | Stephen Williams | 1998. október 11.    |
| 48. | 4.  | The Kiss                    |            | C.D. Frewer, F.J. Kennedy     | Doug Jackson     | 1998. október 18.    |
| 49. | 5.  | Absolution                  |            | Damian Kindler                | Clay Boris       | 1998. október 25.    |
| 50. | 6.  | All Hallows Eve             |            | Donald Martin                 | Luc Chalifour    | 1998. november 1.    |
| 51. | 7.  | Palimpsest                  |            | Paula Smith                   | Craig Pryce      | 1998. november 8.    |
| 52. | 8.  | Return                      |            | James Nadler                  | Bruce Pittman    | 1998. november 15.   |
| 53. | 9.  | Harlequin                   |            | Larry Raskin                  | Ron Oliver       | 1998. november 22.   |
| 54. | 10. | Little People               |            | Rick Drew                     | Craig Pryce      | 1998. november 29.   |
| 55. | 11. | The Winding Cloth           |            | Rick Drew                     | Clay Boris       | 1999. január 24.     |
| 56. | 12. | Chango                      |            | Sarah Dodd                    | Bruce Pittman    | 1999. január 31.     |
| 57. | 13. | Solitary Confinement        |            | John Dolin, Michael Teversham | Ron Oliver       | 1999. február 7.     |
| 58. | 14. | Valentine                   |            | Sheila Prescott-Vessey        | Ross Clyde       | 1999. február 14.    |
| 59. | 15. | Old Wounds                  |            | Jim Purdy, Paula Smith        | Luc Chalifour    | 1999. február 21.    |
| 60. | 16. | The Observer Effect         |            | Damian Kindler                | Giles Walker     | 1999. február 28.    |
| 61. | 17. | School of Thought           |            | Rick Drew                     | John Bell        | 1999. április 18.    |
| 62. | 18. | Y2K                         |            | C.D. Frewer, F.J. Kennedy     | Ron Oliver       | 1999. április 25.    |
| 63. | 19. | The Tribunal                |            | Jean Hurtubise                | John Bell        | 1999. május 2.       |
| 64. | 20. | John Doe                    |            | Damian Kindler                | Giles Walker     | 1999. május 9.       |
| 65. | 21. | Forever and a Day (Part 1)  |            | James Nadler                  | Ron Oliver       | 1999. május 16.      |
| 66. | 22. | Forever and a Day (Part 2)  |            | James Nadler                  | Stephen Williams | 1999. május 23.      |

### 4. évad (1999-2000)
| #   | #   | Eredeti cím                  | Magyar cím                 | Írta                        | Rendezte         | Eredeti premier      |
| --- | --- | ---------------------------- | -------------------------- | --------------------------- | ---------------- | -------------------- |
| 67. | 1.  | Shocking                     | Sokkoló                    | Larry Raskin                | Stephen Williams | 1999. szeptember 26. |
| 68. | 2.  | Sacrifices                   | Áldozatok                  | Will Dixon                  | Stephen Williams | 1999. október 3.     |
| 69. | 3.  | Happy Birthday, Matt Praeger | Boldog születésnapot, Matt | Larry Raskin                | Luc Chalifour    | 1999. október 10.    |
| 70. | 4.  | Soul Survivor                | Túlélő lélek               | Rick Drew                   | Ross Clyde       | 1999. október 17.    |
| 71. | 5.  | 883                          | 883                        | Damian Kindler              | Ron Oliver       | 1999. október 24.    |
| 72. | 6.  | Once Upon a Time in the West | Volt egyszer egy Vadnyugat | Damian Kindler              | John Bell        | 1999. október 31.    |
| 73. | 7.  | Body and Soul                | Test és lélek              | Andrea Moodie               | John Bell        | 1999. november 7.    |
| 74. | 8.  | Temple of Light              | A fény temploma            | Andrea Moodie               | Ron Oliver       | 1999. november 14.   |
| 75. | 9.  | Inertia                      |                            | Will Dixon                  | Randy Bradshaw   | 1999. november 21.   |
| 76. | 10. | Nocturnal Cabal              | Nocturn Cabal              | Damian Kindler              | Steve DiMarco    | 1999. november 28.   |
| 77. | 11. | Til Death Do Us Part         | Míg a halál el nem választ | Sarah Dodd                  | Luc Chalifour    | 2000. január 22.     |
| 78. | 12. | Tyler/Tim                    | Tyler és Tim               | Rick Drew                   | Randy Bradshaw   | 2000. január 29.     |
| 79. | 13. | Super Sargasso Sea           |                            | Andrea Moodie               | Larry McLean     | 2000. február 5.     |
| 80. | 14. | Persistence of Vision        | Szemtehetetlenség          | Will Dixon                  | Ron Oliver       | 2000. február 12.    |
| 81. | 15. | GeoCore                      | GeoCore                    | Martin M Boricky            | Jon Cassar       | 2000. február 19.    |
| 82. | 16. | Gone Fishing                 | Horgászni mentem           | Larry Raskin, Aaron Woodley | Ron Oliver       | 2000. február 26.    |
| 83. | 17. | Chiaroscuro                  | Chiaroscuro                | Andrea Moodie               | Alan Gough       | 2000. április 15.    |
| 84. | 18. | Regeneration                 | Regeneráció                | Damian Kindler              | Will Dixon       | 2000. április 22.    |
| 85. | 19. | Wendigo                      | Wendigo                    | Mark Leiren-Young           | John Bell        | 2000. április 29.    |
| 86. | 20. | Elevator                     | A lift                     | Larry Raskin                | Ron Oliver       | 2000. május 6.       |
| 87. | 21. | Force Majeure                | Vissz major                | Will Dixon, Damian Kindler  | John Bell        | 2000. május 13.      |
| 88. | 22. | Stone Dreams                 | Stone álmai                | Larry Raskin, Andrea Moodie | Ron Oliver       | 2000. május 20.      |

## Érdekességek
A magyar változat nem tartotta meg az eredeti címet és nem is törekedett a precíz fordításra. Helyette a népszerű amerikai sorozat, az X-akták nevét vették át, némileg módosítva.